# Aricia infracaotica
Aricia infracaotica är en fjärilsart som beskrevs av Ruggero Verity 1920. Aricia infracaotica ingår i släktet Aricia och familjen juvelvingar. Inga underarter finns listade i Catalogue of Life.